# ديجيو
ديجيو بي إل سي ( /diˈædʒioʊ/ dee-AJ-ee-oh ) هي شركة بريطانية متعددة الجنسيات للمشروبات الكحولية ، يقع مقرها الرئيسي في لندن ، إنجلترا . تعمل الشركة من 132 موقعًا حول العالم.  وهي الموزع الرئيسي للويسكي الاسكتلندي والمشروبات الكحولية الأخرى. تنتج معامل التقطير المملوكة لشركة دييجيو 40 % من إجمالي الويسكي الاسكتلندي مع أكثر من 24 علامة تجارية، مثل جوني ووكر وجوستريني وبروكس وجراند أولد بار . 
تشمل علاماتها التجارية الرائدة غينيس وسميرنوف و بايليز ليكيور و الكابتن مورجان روم و تانكوراي وجوردون جين .
لدى شركة دييجيو قائمة أساسية في بورصة لندن للأوراق المالية وهي أحد مكونات مؤشر فوتسي 100 . لديها قائمة ثانوية في بورصة نيويورك .

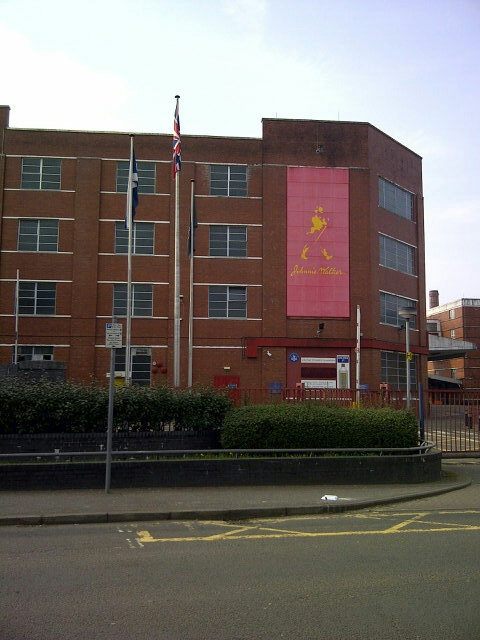
تلقت شركة دييجيو ردود فعل عنيفة من الجمهور والحكومة الاسكتلندية في أعقاب القرار المثير للجدل بإغلاق إنتاج جوني ووكر في كيلمارنوك باسكتلندا، مسقط رأس مؤسس العلامة التجارية ومركز الإنتاج منذ عام 1820